# هایک ملکومیان
هایک هونانی ملکومیان (ارمنی: Հայկ Հունանի Մելքումյան؛  زادهٔ ۱۹۱۳ - درگذشته تاریخ نامعلوم) کارشناس علوم پرورشی اهل ارمنستان بود.

## زندگی‌نامه
وی در ۱۹۱۳ در برد به دنیا آمد .  همچنین برندهٔ جوایزی همچون آموزگار شایسته ارمنستان شوروی () شده است. سال درگذشت نامعلوم است